# Complex intrusiu d'Ilímaussaq

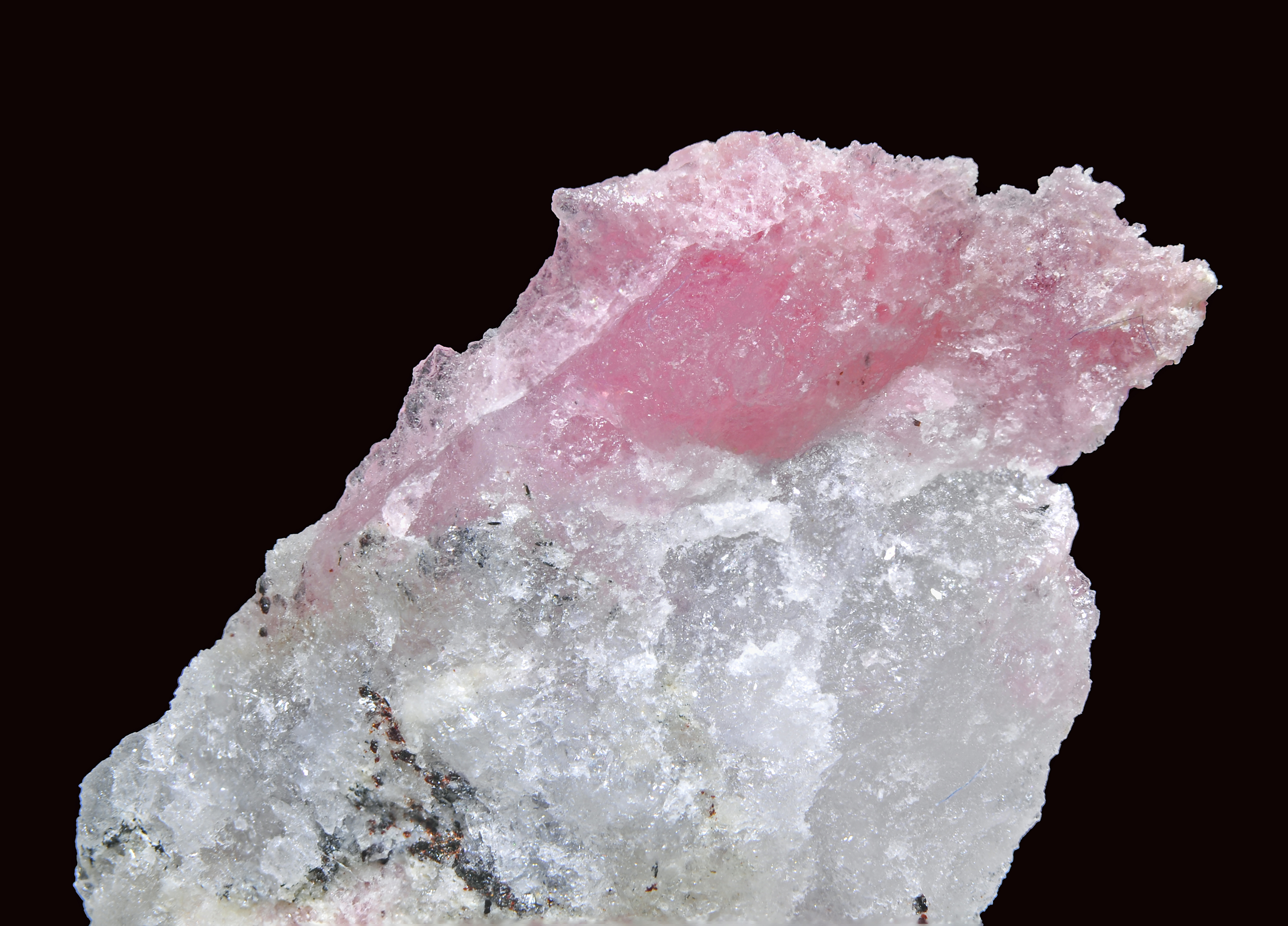
Tugtupita, un dels minerals descoberts al complex intrusiu

El complex intrusiu d'Ilimaussaq (Ilimmaasaq, en idioma local) és una gran intrusió estratificada alcalina situada a la costa sud-oest de Groenlàndia. És d'edat Mesoproterozoïca, d'aproximadament fa 1,16 Ga. És la localitat tipus de la sienita nefelínica agpaítica, i alberga una gran varietat de tipus de roques inusuals.
El complex compta amb una extensió de 8 per 17 km i un gruix exposat de 1.700 m. El complex inclou Kvanefjeld, un dipòsit d'urani i una gran reserva d'elements de terres rares, zirconi, niobi i beril·li. La seva mineralització es troba en pegmatites, pegmatites hidrotermals alterades i filons hidrotermals. La majoria dels llocs es concentren a les ribes dels fiords Kangerlussuaq i Tunulliarfik, així com en el centre de la península de Narsaq.
El complex es caracteritza per una gran varietat de minerals rars. Se n'han trobat més 400 espècies diferents, i és la localitat tipus de 37 minerals, com per exemple de l'enigmatita, l'arfvedsonita, la sodalita, l'eudialita o la tugtupita. Aquests són tots el minerals descoberts al complex:
| Espècie              | Etimologia                                                         |
| Arfvedsonita         | Del químic suec Johan A. Arfvedson                                 |
| Bohseïta             | Del mineralogista danès Henning Bohse                              |
| Britholita-(Ce)      | Del grec brithos                                                   |
| Carlgieseckeïta-(Nd) | Del mineralogista i explorador de Groenlàndia Carl Ludwig Giesecke |
| Calcotal·lita        | De la seva composició química                                      |
| Cuprostibita         | De la seva composició química                                      |
| Dyrnaesita-(La)      |                                                                    |
| Enigmatita           | Del grec aenigma                                                   |
| Epistolita           | Del grec epistolē                                                  |
| Eudialita            | Del grec                                                           |
| Ilimaussita-(Ce)     | Del Complex intrusiu d'Ilímaussaq                                  |
| Karupmøllerita-Ca    | Del mineralogista danès S. Karup-Møller                            |
| Kuannersuïta-(Ce)    | De l'altiplà de Kuannersuit                                        |
| Kvanefjeldita        | De la muntanya Kvanefjeld                                          |
| Nabesita             | De la seva composició química                                      |
| Nacareniobsita-(Ce)  | De la seva composició química                                      |
| Nakkaalaaqita        | Del mont Nakkaalaaq                                                |
| Naujakasita          | De la localitat de Naujakasik                                      |

| Espècie              | Etimologia                                                 |
| Ortojoaquinita-(La)  | De la seva relació amb la joaquinita i la seva composició  |
| Polilitionita        | De la seva composició química                              |
| Potassioarfvedsonita | De la seva relació amb l'arfvedsonita i la seva composició |
| Rinkita              | De H. Rink                                                 |
| Rohaïta              | Del professor de mineralogia John Rose Hansen              |
| Semenovita-(Ce)      | Del mineralogista rus Evgeny Ivanovich Semenov             |
| Skinnerita           | Del professor Brian John Skinner                           |
| Sodalita             | Del seu contingut en sodi                                  |
| Sørensenita          | Del mineralogista danès Henning Sørensen                   |
| Steenstrupina-(Ce)   | Del geòleg danès Knud Johannes Vogelius Steenstrup         |
| Taseqita             | De Taseq                                                   |
| Townendita           |                                                            |
| Tugtupita            | De la localitat Tugtup Agtâkorfia                          |
| Tundrita-(Nd)        |                                                            |
| Tuperssuatsiaïta     | De la badia de Tuperssuatsiat                              |
| Ussinguita           | Del professor de mineralogia Niels Viggo Ussing            |
| Vitusita-(Ce)        | De l'explorador rus-danès Vitus Bering                     |